# リチャード・A・ルポフ
リチャード・アレン・ルポフ(Richard A. Lupoff, 1935年2月21日 - 2020年10月22日)は、アメリカ合衆国の作家。
ジャンルはSF、ミステリー、ノンフィクションなど。作風にはユーモアや風刺が交えられている。長編短編ともに手掛けた。またサイエンス・ファンタジーのアンソロジーを編集した。

## 日本語訳された作品
- 『神の剣 悪魔の剣 ファンタジー日本神話』（Sword of the Demon、厚木淳訳、創元推理文庫） 1979
- 『バルスーム - バロウズの火星幻想』（Barsoom、厚木淳訳、東京創元社） 1982
- 『宇宙多重人格者』（The Triune Man、安田均訳、創元推理文庫） 1983
- 『ダンジョン・ワールド 1 暗黒の塔』（Philip José Farmer's The Dungeon,Book 1:The Black Tower、フィリップ・ホセ・ファーマーと共著、上村修訳、角川文庫） 1989
- 『コミックブック・キラー』（The Comic Book Killer、羽田詩津子訳、ハヤカワノヴェルズ） 1990
- 『世界一わかりやすい脳を鍛えて記憶力を強くする方法』（The Complete Idiot's Guide to Improving Your Memory、マイクル・カーランドと共著、小山晶子訳、総合法令出版） 2002

### 短編
- 「夢幻時界へ」（After the Dreamtime、安田均訳、S-Fマガジン 1979年8月号 No.250）
- 「嘆きの潮に帆をかけよ」（Sail the Tide of Mourning、中村融訳、S-Fマガジン 1990年2月号 No.390） - 「夢幻時界へ」の続編
- 「五等勲爵士の怪事件」（The Incident of the Impecunious Chevalier、関麻衣子訳、ハヤカワ・ミステリ、『ベスト・アメリカン・ミステリ スネーク・アイズ』）
- 「12:01PM」（12:01 P.M.、大森望訳、ハヤカワ文庫、『ここがウィネトカなら、きみはジュディ』）